# Улица Чехова (Ялта)
Улица Чехова — улица в историческом центре Ялты. Проходит от Морской до Боткинской улицы.

## История
Историческое название — Виноградная. Проложена в 1870-е годы на месте виноградников.
В 2009 году во время проведения праздничных мероприятий ко Дню города на улице был торжественно открыт бювет с минеральной водой.

## Достопримечательности

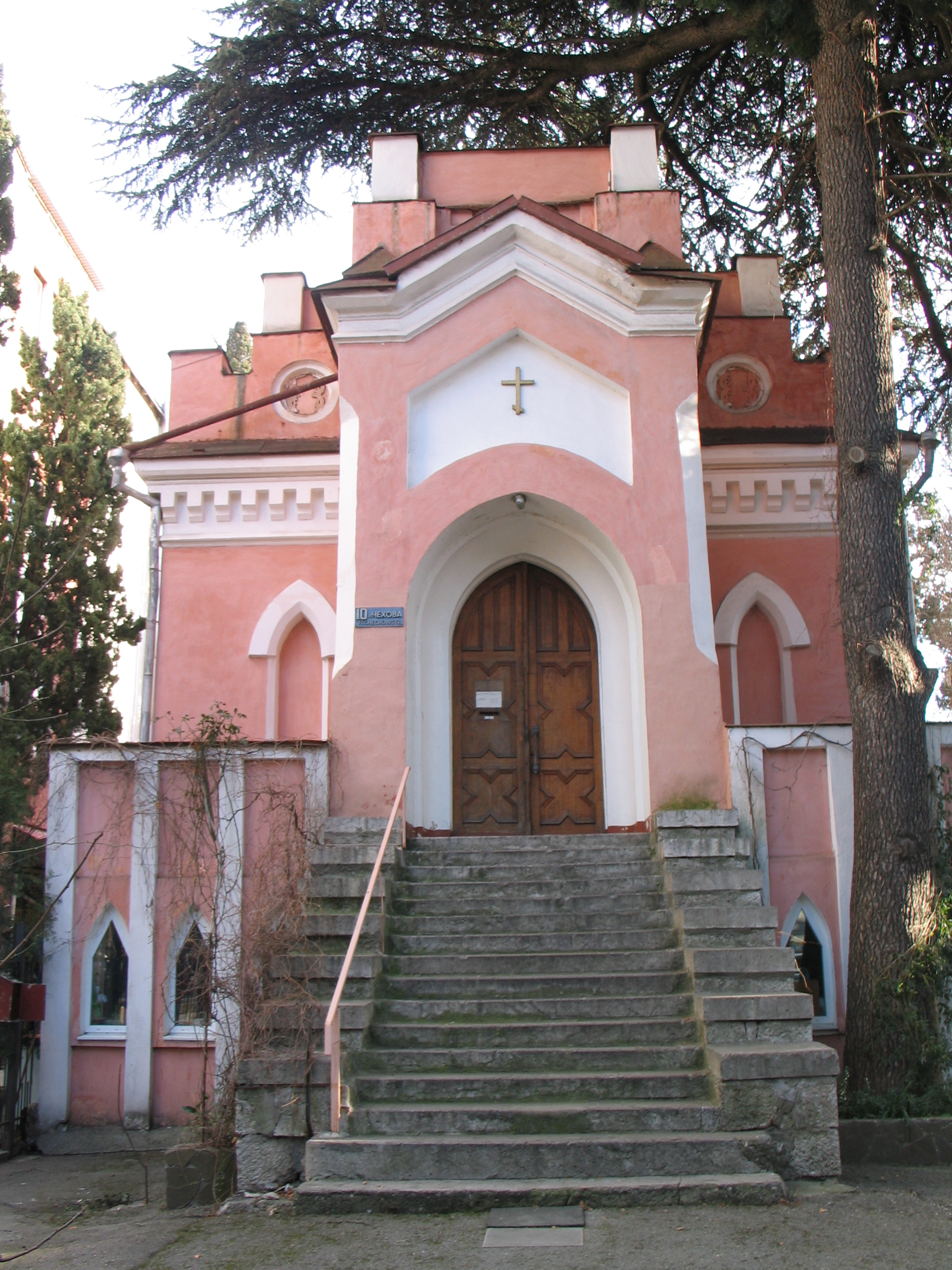
Кирха

д. 1 / ул. Морская 10 литер «А», литер «Б»— Жилой дом  Объект культурного наследия народов РФ регионального значения. Рег. № 911711021790005 (ЕГРОКН)
д. 2/ ул. Морская 8 — Жилой дом  Объект культурного наследия народов РФ регионального значения. Рег. № 911711021810005 (ЕГРОКН)
д. 7 — Жилой дом конца XIX—начала XX века
д. 8 — Жилой дом
д. 10, литер «А» — кирха (архитектор Г. Ф. Шрайбер) (1885)  Объект культурного наследия народов РФ регионального значения. Рег. № 911711012490005 (ЕГРОКН)
д. 11 — Здание лечебницы доктора С. Н. Васильева  Объект культурного наследия народов РФ регионального значения. Рег. № 911711040910005 (ЕГРОКН)
д. 12 — Жилой дом
д. 13а — Дом П. Ф. Соболева (архитектор Н. П. Краснов)  Объект культурного наследия народов РФ регионального значения. Рег. № 911711040920005 (ЕГРОКН), к Соболевскому приходил император Николай II
д. 13б — Бывшая вилла доктора С. Н. Васильева
д. 14 — Жилой дом начала XX века, литер «А»— Жилой дом  Объект культурного наследия народов РФ регионального значения. Рег. № 911711029930005 (ЕГРОКН)
д. 16 —
д. 18 — Дом на 1905 г., на 1912 г. — А. П. Шадриной  Объект культурного наследия народов РФ регионального значения. Рег. № 911711012500005 (ЕГРОКН)
д. 20 / ул. Екатерининская 15 — Жилой дом  Объект культурного наследия народов РФ регионального значения. Рег. № 911711012520005 (ЕГРОКН)
д. 22 — Дом общества взаимного кредита (архитектор Л. Н. Шаповалов)  Объект культурного наследия народов РФ регионального значения. Рег. № 911710988770005 (ЕГРОКН)
д. 25/ ул. Боткинская 13 — Гостиница «Метрополь» (архитектор О. Э. Вегенер)  Объект культурного наследия народов РФ регионального значения. Рег. № 911711040750005 (ЕГРОКН)
д. 26 — Усадьба В. П. Меллер-Закомельского (архитектор П. К. Теребенёв)
д. 28 — вилла
Памятник В. И. Ленину (у д. 28)